# César Peixoto
Paulo César Silva Peixoto, né le 12 mai 1980 à Guimarães, au Portugal, est un footballeur international portugais, reconverti entraîneur. Il est l’actuel entraîneur du Gil Vicente FC au Portugal.

## Biographie
Paulo César Silva Peixoto découvre la 1re division lors de la saison 2001-2002 avec le CF Belenenses.
En 2002, il rejoint les rangs du FC Porto. Lors de la saison 2004/2005, il est prêté au Vitoria Guimarães puis lors de la saison 2006/2007 il est de nouveau prêté, cette fois-ci au club espagnol de l'Espanyol Barcelone.
Avec Porto, il remporte trois championnats, ainsi que deux Coupes d'Europe : l'UEFA et la Ligue des champions. Il ne joue cependant pas les deux finales de Coupe d'Europe gagnées par Porto, et doit se contenter de figurer sur le banc des remplaçants.
En 2007, César Peixoto est transféré au Sporting Braga. En 2009, il s'engage en faveur du Benfica Lisbonne, club avec lequel il est sacré champion du Portugal en 2010.
César Peixoto reçoit sa première -et dernière- sélection en équipe du Portugal le 19 novembre 2008, lors d'un match amical face au Brésil. Il possède également à son actif 3 sélections en équipe du Portugal des moins de 21 ans.

## Carrière
Seuls les matchs de championnat sont comptabilisés
| Période     | Club                      | Pays     | Matchs / Buts      |
| 1999-2001   | Caçad. Taipas             | Portugal | 15 matchs / 2 buts |
| 2001-2002   | CF Belenenses             | Portugal | 22 matchs / 7 buts |
| 2002-2004   | FC Porto                  | Portugal | 25 matchs / 5 buts |
| 2004-2005   | Vitoria Guimarães (prêt)  | Portugal | 13 matchs / 1 but  |
| 2005-2006   | FC Porto                  | Portugal | 16 matchs / 3 buts |
| 2006-2007   | Espanyol Barcelone (prêt) | Espagne  | 0 match / 0 but    |
| 2007-2009   | Sporting Braga            | Portugal | 44 matchs / 4 buts |
| Depuis 2009 | Benfica Lisbonne          | Portugal | 23 matchs / 0 but  |

## Palmarès

### Porto
- Vainqueur de la Ligue des Champions en 2004
- Vainqueur de la Coupe de l'UEFA en 2003
- Champion du Portugal en 2003, 2004 et 2006
- Vainqueur de la Coupe du Portugal en 2003
- Vainqueur de la Supercoupe du Portugal en 2003 et 2004

### Benfica
- Champion du Portugal en 2010
- Vainqueur de la Coupe de la ligue portugaise en 2010 et 2011